# 프랑스와 세버린 마르소
프랑스와 세버린 마르소(프랑스어: François Séverin Marceau, 1769년 3월 1일 - 1796년 9월 21일)는 프랑스 장군이다. 1785년 왕립 프랑스 군에 입대하여 프랑스 혁명 전쟁 기간 동안 계급이 순식간에 올라갔다. 장바티스트 클레베르는 그의 재능과 늘어나는 책임을 알아보고 맡기는 것을 인정하였다. 마르소는 1796년 알텐키르헨에서 프랑스 군을 지휘하다 전사하였다.

## 갤러리

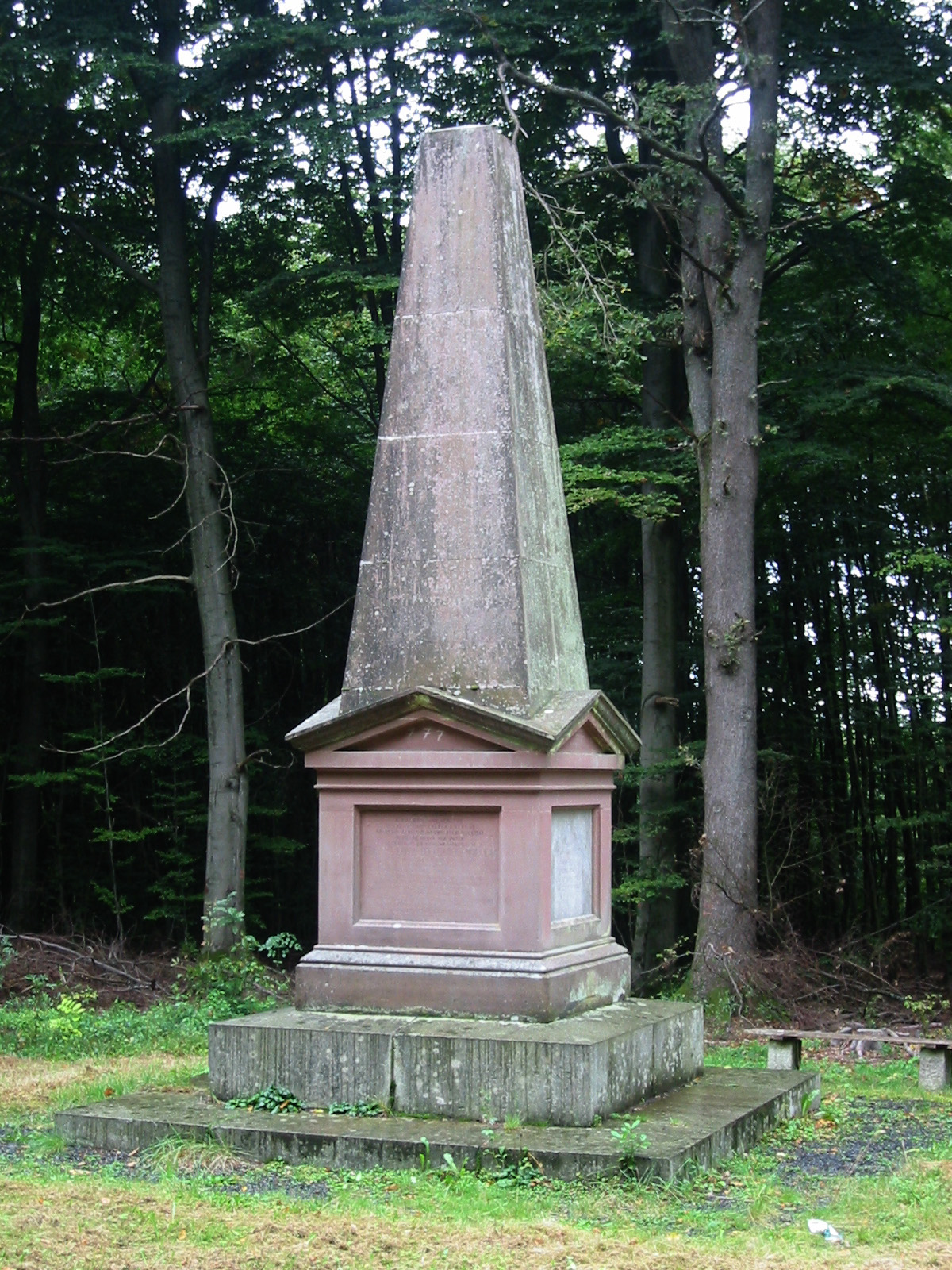
마르소 장군 기념비 (호흐스텐바흐)
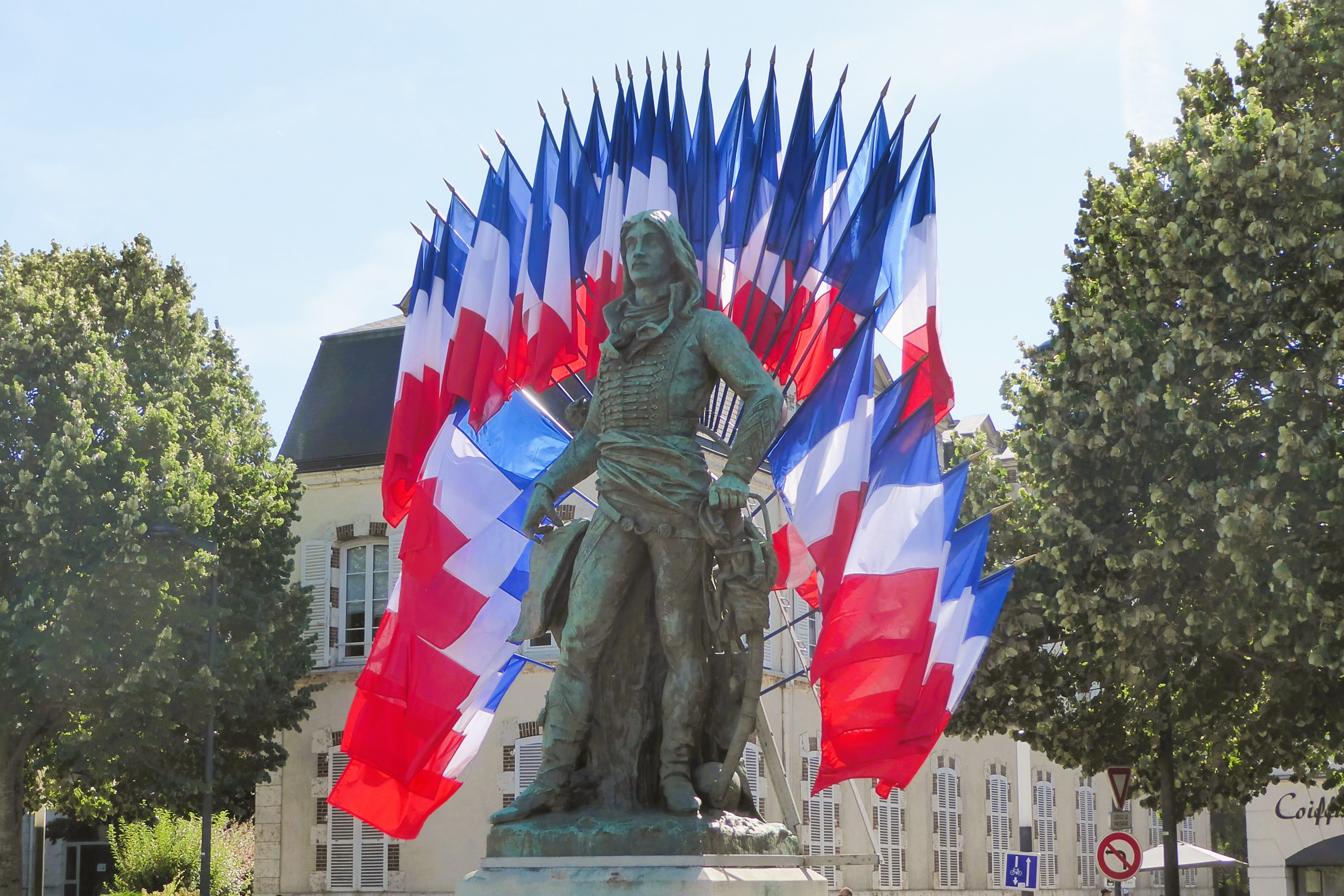
프랑스와 세버린 마르소 동상 (샤르트르)
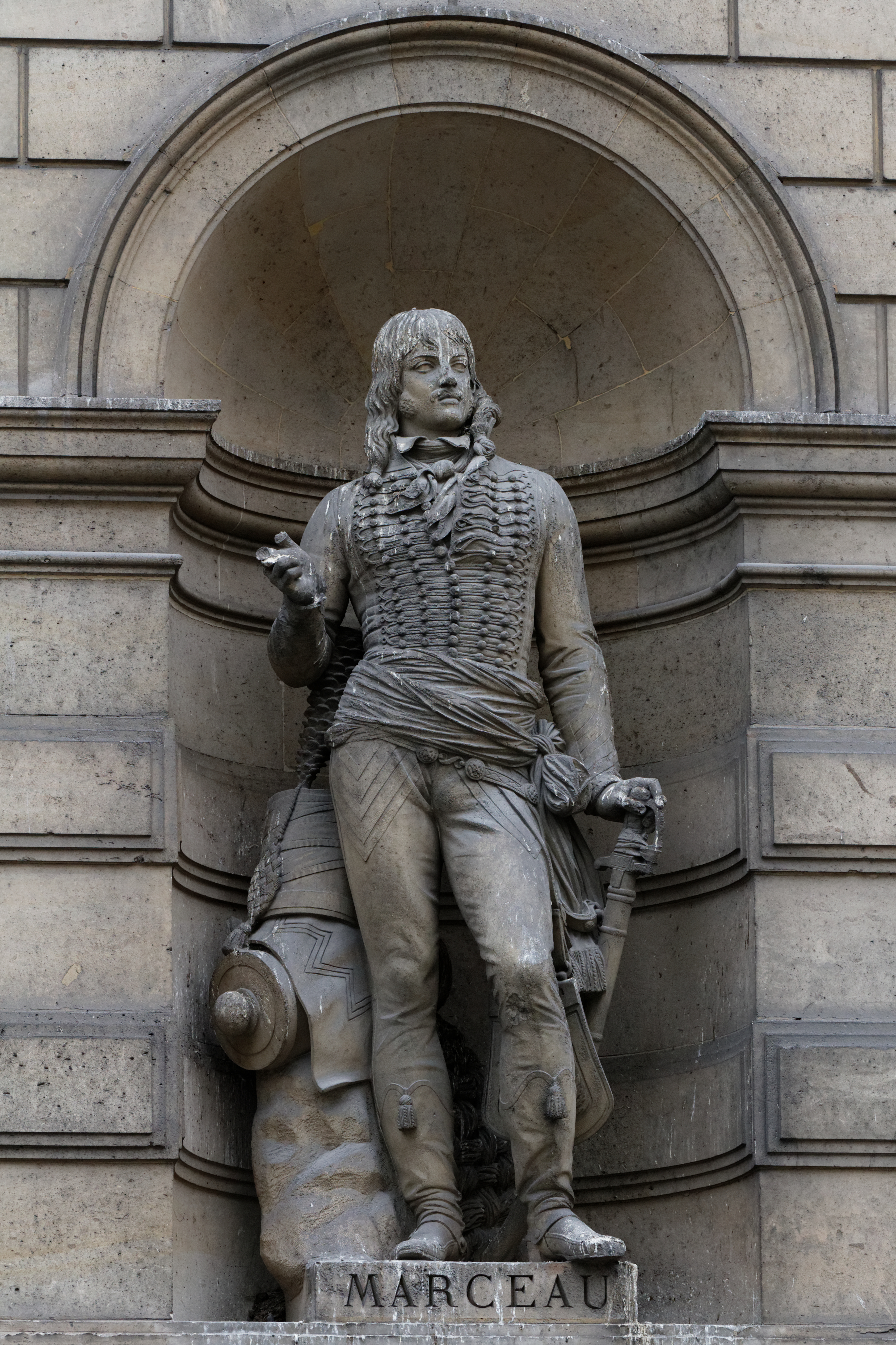
프랑스와 세버린 마르소 동상 (루브르궁)

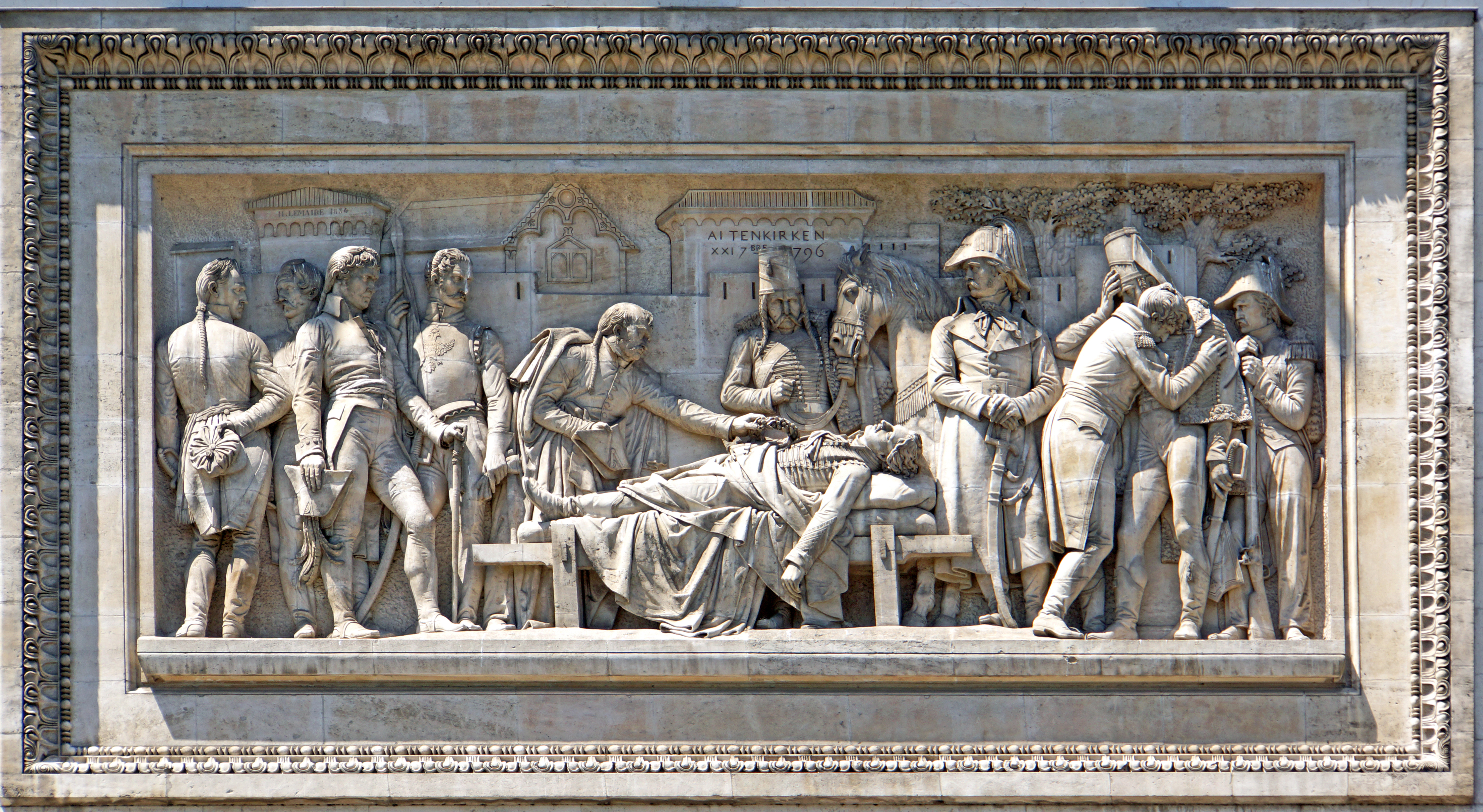
마르소 장군의 장례식 (에투알 개선문)
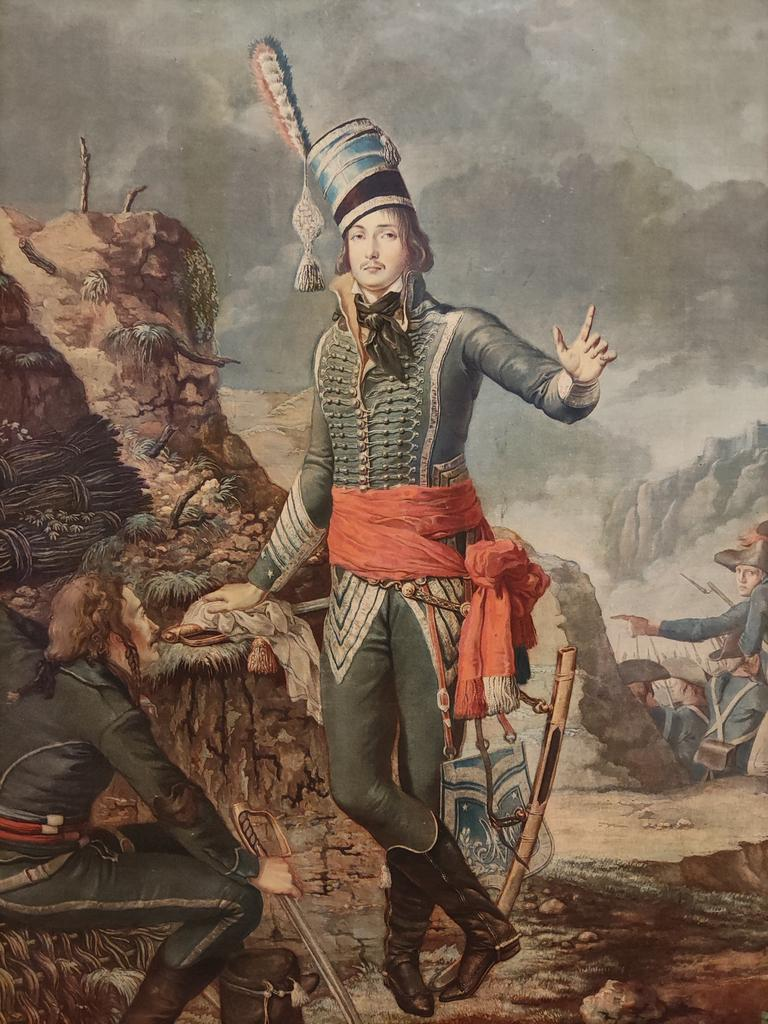
마르소 장군의 초상화
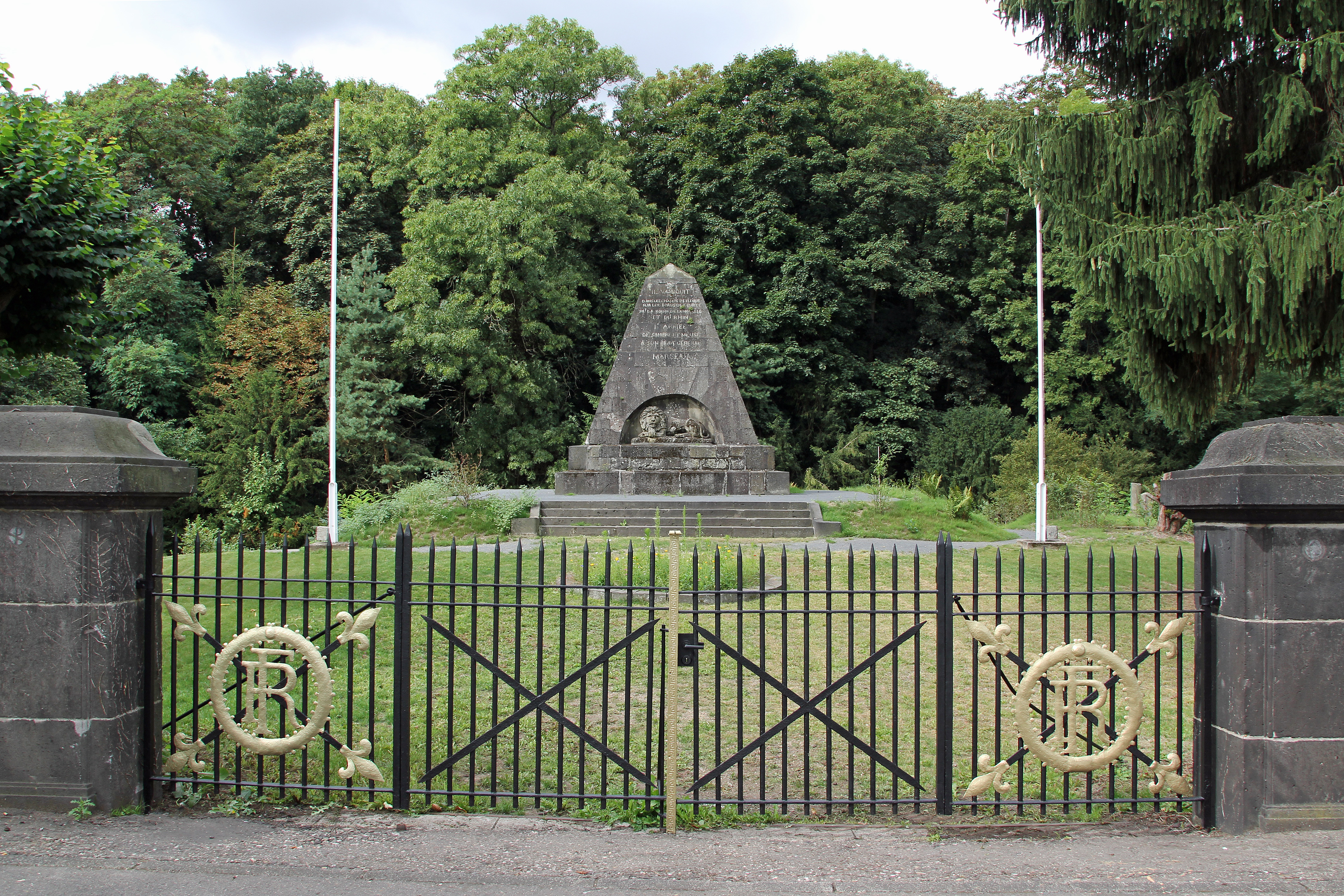
마르소 장군 기념비 (코블렌츠)

## 같이 보기
- 개선문에 새겨진 이름들
- 프랑스 혁명 전쟁

## 참조
- 본 문서에는 현재 퍼블릭 도메인에 속한 브리태니커 백과사전 제11판의 내용을 기초로 작성된 내용이 포함되어 있습니다. In turn, it cites as references:
  - H. Maze, Le Général Marceau (Paris, 1889)
  - N. Parfait, Le Général Marceau (Paris, 1892)
  - T. C. Johnson, Marceau (London, 1896)